# Сражение у Превезы
Сражение у Превезы (исп. Batalla de Préveza) — морское сражение между силами флота Османской империи и коалиции флотов Священной лиги (Испания, Венеция, Генуя, Папская область), собранной папой Павлом III, произошедшее 28 сентября 1538 года у залива Амвракикос близ Превезы на северо-западе Греции.

## Предыстория
В 1537 году османский корсар Хайреддин Барбаросса захватил множество островов в Эгейском море, принадлежащих Венеции, и присоединил к Османской империи Наксосское герцогство. Папа Римский Павел III боялся распространения влияния Османской империи в регионе, и объединил несколько христианских государств в Священную лигу для борьбы с турецким флотом.
Союзный флот был собран у острова Керкира, его главнокомандующим стал генуэзский адмирал Андреа Дориа. Коалиция обладала численным превосходством над турецким флотом: их силы насчитывали около 140 галер и 50 парусных кораблей, тогда как Хайреддин Барбаросса располагал силами около 80 галер и 40 фуст и галиотов.

## Ход сражения
На рассвете 28 сентября турецкий флот вышел от Превезы и направился на юг, где у острова Сесула (Σέσουλα) близ западного побережья Лефкаса стоял на якоре флот коалиции.
Из-за внезапно стихшего ветра и несогласованности действий союзного флота, османы атаковали оставшийся в одиночестве венецианский галеон капитана Бондумьеро. В течение дня турецкие галеры несколько раз атаковали галеон, он получил тяжелые повреждения, но смог отразить их атаки с помощью артиллерии, потопив три и повредив несколько галер. Главные силы флота Священной лиги совершали различные манёвры, то выдвигаясь в направлении флота османов, то отступая обратно. Хайреддин продолжал выжидать, ограничиваясь перестрелкой с парусниками. Около пяти вечера поднялся ветер, принесший тяжёлые тучи и сильный дождь. Видимость ухудшилась. Адмирал Андреа Дориа приказал флоту отступать на Корфу. Неожиданное отступление привело союзный флот в замешательство, корабли нарушали строй, мешая друг другу. Османы были озадачены манёвром Дориа и выжидали, подозревая военную хитрость, но вскоре убедились, что флот Священной лиги отступает и перешли в атаку. Большинству союзных кораблей удалось без труда уйти от преследования османов, но две галеры, одна из папского отряда, а вторая венецианская, отстали от основных сил, были атакованы и захвачены. Также туркам удалось захватить два невооруженных транспорта, команды которых покинули свои корабли и бежали на лодках. Подверглись нападению и два больших имперских корабля с войсками: один из них был захвачен османами и сожжён, а второй, неф «Рагузеа», имевший на борту тяжелую артиллерию и отряд испанской пехоты капитана Масиния де Монгийа, смог отразить атаки турецких галер.
Большинство галер Дориа собрались у острова Корфу 28 сентября, кроме двух, захваченных турками и нескольких, ушедших к берегам Апулии. Получивший тяжелые повреждения неф смог достичь острова Корфу 30 сентября. Примерно в это же время (29 или 30 сентября) на Корфу пришел и венецианский галеон капитана Бондумьеро.

## Результаты
В итоге, союзный флот потерял две галеры и три транспорта, а также от 1 000 до 1 300 человек (число, названное участником битвы Миниато Риччи, клиентом дома Гримани и высокородным искателем приключений в составе папской эскадры). Потери османов в людях неизвестны. Командир папского контингента Марко Гримани сообщал о безвозвратной потере шести турецких галер: три из них были потоплены венецианским галеоном Бодумьеро, ещё три пошли ко дну в боях с другими парусниками. В том же бою с галеоном повреждения получили ещё около 20 галер. В числе причин поражения европейцев называют неудачное направление ветра и несогласованность командования, связанную в том числе с неприязнью главнокомандующего-генуэзца к венецианцам.